# Berwick Hill
Berwick Hill – przysiółek w Anglii, w hrabstwie Northumberland, w dystrykcie (unitary authority) Northumberland, w civil parish Ponteland. Leży 14 km na północny zachód od miasta Newcastle upon Tyne i 410 km na północ od Londynu. W 1951 roku civil parish liczyła 41 mieszkańców.